# Heinrich Albert (Politiker, 1838)
Carl Heinrich Albert (* 9. Mai 1838 in Greiz; † 6. November 1909 ebenda) war ein deutscher Unternehmer und Politiker.

## Leben
Albert war der Sohn des Fleischhauers Friedrich Wilhelm Albert und dessen Ehefrau Amalie Wilhelmine Reihl aus Weida. Albert, der evangelisch-lutherischer Konfession war, heiratete am 9. Mai 1865 in Greiz Emilie Klaus (* 1. Februar 1841 in Greiz; † 6. Juli 1884 ebenda) die Tochter des Fleischhauers Heinrich Erdmann Traugott Klaus.
Albert machte eine kaufmännische Lehre und lebte als Kaufmann in Greiz. 1860 gründete er eine mechanische Weberei mit Wollwarenfabrik unter der Firma "Fa. C. Heinrich Albert" mit anfangs drei Mitarbeitern. 1864 trat sein Bruder Ernst in das Unternehmen ein, das nun als Weberei Gebr. Albert firmierte. 1870 erweiterten die Brüder Albert die Fabrik und verlegten sie in das Aubachtal. Nun wurden bereits 110 Arbeiter gezählt. 1876 wurde auch der dritte Bruder Otto in das Unternehmen aufgenommen. Nach dem Eintritt in den Ruhestand der drei Brüder übernahmen Otto Albert jun. (der Sohn von Ernst Albert) und Curt Albert (der Sohn von Otto Albert) das Unternehmen.
Albert war vom 16. April 1866 bis zum 4. Oktober 1871 Stadtverordneter von Greiz. Vom 13. Dezember 1897 bis zum 11. November 1805 war er Abgeordneter im Greizer Landtag.